# Zuccarello
Zuccarello (im Ligurischen: Sucarê) ist eine italienische Gemeinde mit 284 Einwohnern (Stand 31. Dezember 2023) in der Provinz Savona in Ligurien und ist Mitglied der Vereinigung I borghi più belli d’Italia (Die schönsten Orte Italiens). 

## Geographie
Zuccarello liegt im Tal des Flusses Neva, oberhalb der Mündung desselbigen in den Fluss Pennavaira. Die Gemeinde gehört zu der Comunità Montana Ingauna und ist circa 56 Kilometer von der Provinzhauptstadt Savona entfernt.
Nach der italienischen Klassifizierung bezüglich seismischer Aktivität wurde die Gemeinde der Zone 3 zugeordnet. Das bedeutet, dass sich Zuccarello in einer seismisch wenig aktiven Zone befindet.

## Klima
Die Gemeinde wird unter Klimakategorie D klassifiziert, da die Gradtagzahl einen Wert von 1689 besitzt. Das heißt, die in Italien gesetzlich geregelte Heizperiode liegt zwischen dem 1. November und dem 15. April für jeweils zwölf Stunden pro Tag.

## Wappen
Beschreibung: In Blau drei weiße hochgestellte Keile in verkehrter Ordnung; Über den Schild eine silberne zinnentürmige Mauerkrone und am Schildfuß ein Oliven- und ein Eichenzweig mit einem Band in den italienischen Nationalfarben gebunden.

## Sehenswürdigkeiten
Über dem Ort stehen die Reste der in der Mitte des 13. Jahrhunderts von den Markgrafen der Clavesana errichteten Festungsanlage. Der Campanile der Pfarrkirche ist noch romanisch, während die Kirche selbst durch mehrmaligen Umbau heute ein barockes Aussehen hat. Eine mittelalterliche Brücke führt über die Neva.

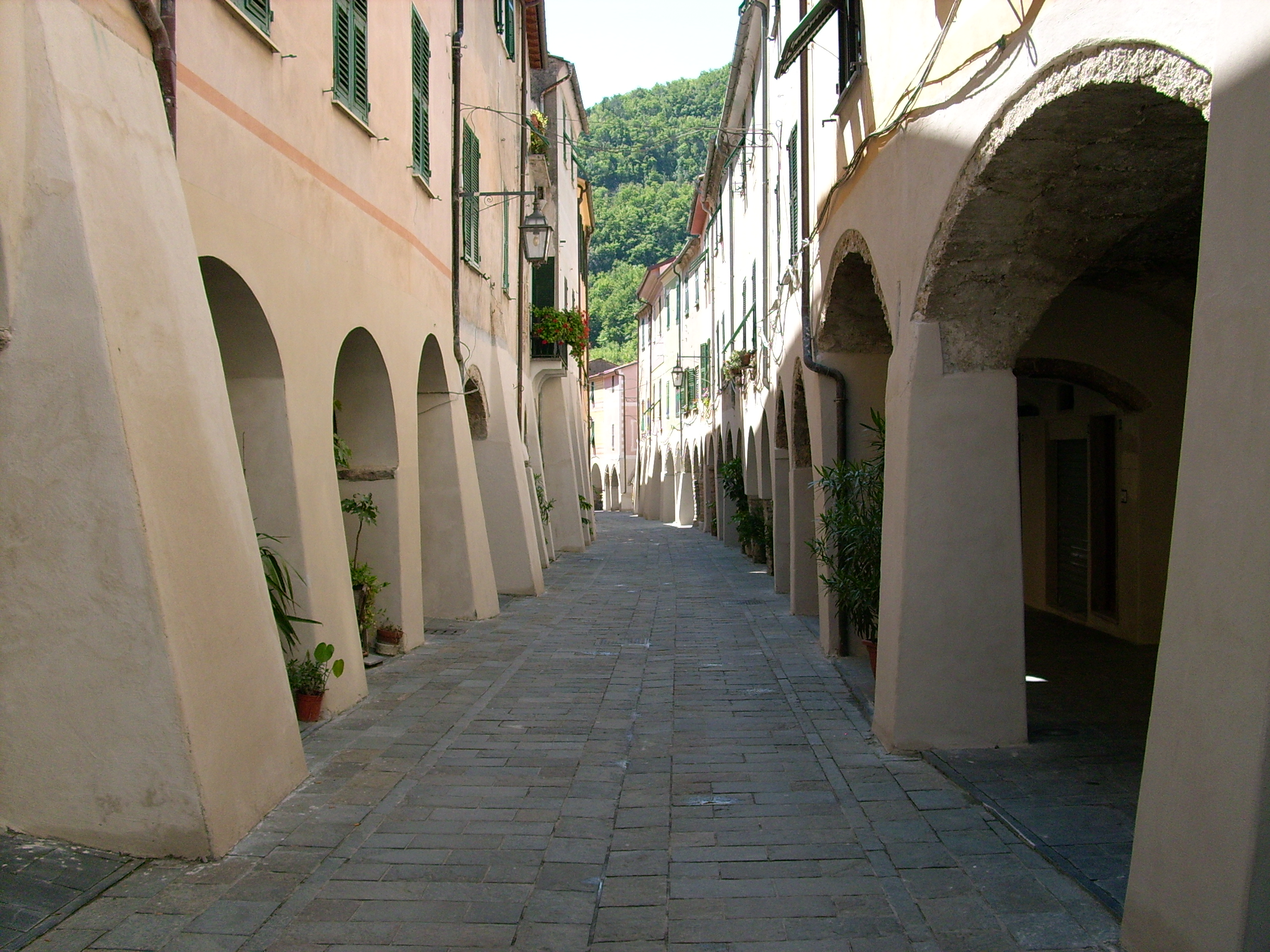
Der Ortskern von Zuccarello
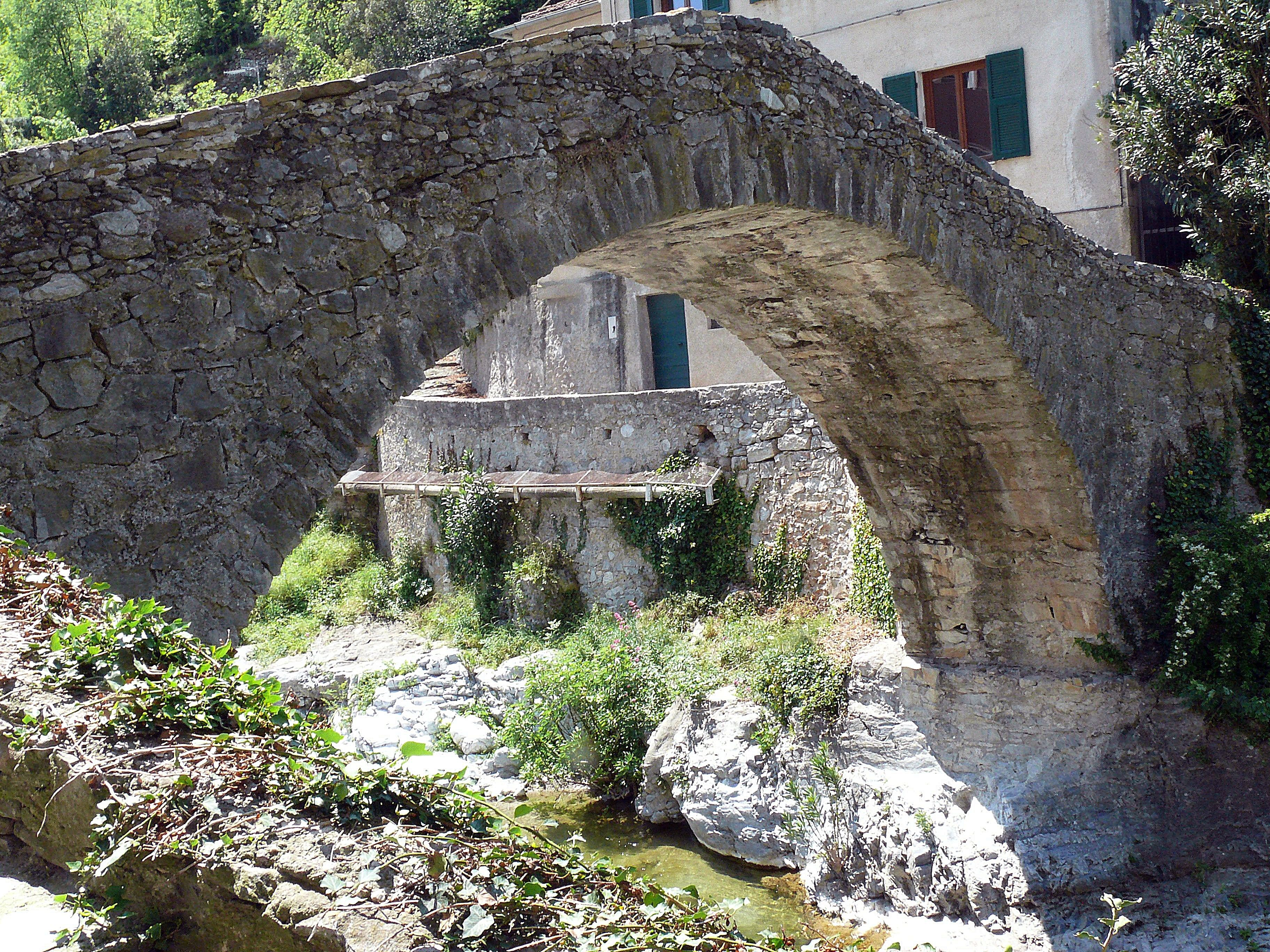
Neva-Brücke

## Persönlichkeiten
- Ilaria del Carretto (1379–1405), Adlige